# Johann Koenen
Johann Koenen, seit 18. Mai 1802 Johann von Koenen (* 22. Mai 1727 in Düren im Herzogtum Jülich; † 12. Juni 1805 in Berlin) war ein deutscher Jurist.

## Leben

### Familie
Johann Koenen war der Sohn seines gleichnamigen Vaters Johann Koenen (* 1690 in Düren; † 7. Oktober 1738) und dessen Ehefrau Marie (* 5. Februar 1693 in Düren; † 14. Juni 1765 ebenda), Tochter des Kupfermeisters Leonhard Momma (* 1656 in Stolberg). Sein Onkel war der Regierungspräsident Abraham Koenen (1687–1757), Präsident beim Justizdepartement der klevischen Regierung.
Er heiratete am 19. September 1763 Elisabeth Johanna Tugendreich (geb. Müller) (* 30. Mai 1738 in Berlin; † 14. Februar 1809 ebenda). Von seinen Kindern sind namentlich bekannt:
- Johann Friedrich von Koenen (* 30. August 1767 in Berlin; † 24. März 1810 in Berlin), General-Auditeur;
- Ludwig Ernst von Koenen (* 1770; † 1853 ebenda), Dr. med., Obermedizinalrat;
- Johann Wilhelm von Koenen (* 20. September 1774 in Berlin; † 28. Juni 1842 ebenda), Kriegs- und Domänenrat;
- George Friedrich Carl von Koenen (* 1781; † 1818), Kammergerichtsrat.

### Ausbildung
Johann Koenen immatrikulierte sich am 26. Oktober 1743 an der Universität Duisburg zu einem Studium der Rechtswissenschaften, bis er am 11. November 1745 an die Universität Halle wechselte.

### Beruflicher Werdegang
1748 wurde Johann Koenen durch den Justizminister Samuel von Cocceji vor dem Regierungskollegium in Kleve geprüft, worauf seine Einstellung als Referendar erfolgte.
1751 wurde er für eine Juraprofessur an der Universität Duisburg vorgeschlagen, lehnte die Berufung jedoch ab.
Am 17. Mai erfolgte seine Ernennung zum Kammergerichtsrat in Berlin und seit November 1755 war er Mitglied der Immediat-Examinations-Kommission und nahm dadurch an den Prüfungen fast aller später im höheren Justizdienst Preußens stehenden Beamten teil.
Am 29. Dezember 1765 erhielt er das Patent als Geheimer Obertribunalsrat zum 14. Januar 1766 und trat für den verstorbenen von Rodenberg in das Kollegium ein; seit 1767 war er auch ein Mitglied der Jurisdiktionskommission.
Im Sommer und Herbst 1768 bereiste er die Obergerichte der westlichen Provinzen und erhielt am 13. Januar 1777 vom König Friedrich II. den Auftrag, gemeinsam mit dem Minister Friedrich Christoph von Görne und dem Geheimen Rat Albrecht Heinrich von Arnim eine Satzung für das kur- und neumärkische Kreditwerk auf schlesischem Fuß zu erarbeiten; hierdurch erwarb er sich die Verdienste um die Einführung der landschaftlichen Pfandbriefe in der Kur- und Neumark und hatte aufgrund dessen eine persönliche Audienz bei Friedrich II.
Seit 1783 war er Mitglied der Gesetz- und Oberrevisionskommission und 1787 wurde er zum Geheimen Oberjustizrat ernannt; im Nebenamt war er seit 1792 Direktor der Gesetzkommission und dazu Mitglied der Jurisdiktions-, Immediat-Examinations- und Oberrevisionskommission.
Er beging am 17. Mai 1802 sein 50-jähriges Dienstjubiläum im Kammergericht und erhielt aus diesem Anlass am 11. Mai ein königliches Handschreiben mit einer Würdigung seiner Arbeit und der Mitteilung über seine und die Nobilitierung seiner vier Söhne mit Datum vom 18. Mai 1802; in dem Handschreiben hieß es unter anderem, er sei ein Muster und Vorbild für alle königlichen Justizbeamten, dazu bekam eine Zulage von 400 Talern.
Bis 1802 soll er insgesamt 10.127 Relationen ausgearbeitet haben.
Am 28. Dezember 1802 erfolgte seine Ernennung zum Präsidenten des Geheimen Obertribunals; damit trat er die Nachfolge des Justizministers Eberhard Friedrich Christoph von der Reck an. Aufgrund seines Alters wurde ihm mit Carl Ludwig von Heidenreich (1732–1804) ein zweiter Präsident zur Seite gestellt, der die wirklichen Präsidialgeschäfte führen sollte.
Ihm folgte als Präsident des Geheimen Obertribunals Heinrich Dieterich von Grolman.

## Schriften (Auswahl)
- Commentatio Ad Legem V. Codicis De Ingenvis Manvmissis Vervm Eivs Sensvm Vsvmqve Qvem In Foris Nostris Nacta Est Expendens. Duisburg 1747.